# ألان دينيسي
ألان دينيسي (بالإنجليزية: Allan Dean)‏ هو بواق أمريكي، ولد في 29 أبريل 1938 في الولايات المتحدة.

## روابط خارجية
- ألان دينيسي على موقع ميوزك برينز (الإنجليزية)
- ألان دينيسي على موقع أول ميوزيك (الإنجليزية)
- ألان دينيسي على موقع ديسكوغز (الإنجليزية)